# Papineau (Quebec)
A Regionalidade Municipal do Condado de Papineau está situada na região de Outaouais na província canadense de Quebec. Com uma área de mais de dois mil e novecentos quilómetros quadrados, tem, segundo dados de 2006, uma população de cerca de vinte mil pessoas sendo comandada pela cidade de Papineauville. Ela foi formalmente criada em 1 de janeiro de 1983, sendo composta por 24 municipalidades: 1 cidade, 21 municípios e 2 cantões. 

## Municipalidades

### Cidade
- Thurso

### Municípios
- Boileau
- Bowman
- Chénéville
- Duhamel
- Fassett
- Lac-des-Plages
- Lac-Simon
- Mayo
- Montebello
- Montpellier
- Mulgrave-et-Derry
- Namur
- Notre-Dame-de-Bonsecours
- Notre-Dame-de-la-Paix
- Papineauville
- Plaisance
- Ripon
- Saint-André-Avellin
- Saint-Émile-de-Suffolk
- Saint-Sixte
- Val-des-Bois

### Cantões
- Lochaber
- Lochaber-Partie-Ouest